# Хімаван
Хімаван або Хімават (санскрит: «засніжений») — бог гір в індуїстській міфології, персоніфікація Гімалаїв. Його дружина — Мена або Менака, його дочками є Ґанґа (старша) і Парваті (молодша).